# Record du monde du saut à la perche
Pour un article plus général, voir Records du monde d'athlétisme.
Les records du monde du saut à la perche sont actuellement détenus par le Suédois Armand Duplantis, qui a franchi 6,29 m le 12 août 2025 lors du meeting de Budapest en Hongrie et par la Russe Yelena Isinbayeva, qui a franchi 5,06 m le 28 août 2009 lors du meeting Weltklasse de Zurich, en Suisse.
Le premier record du monde du saut à la perche homologué par World Athletics est celui de l'Américain Marc Wright en 1912 avec 4,02 m. L'Américain Brian Sternberg atteint les 5 mètres en 1963 et l'Ukrainien Sergueï Bubka, qui établit dix-sept records du monde durant sa carrière, les 6 mètres en 1985.
En 1992, la Chinoise Sun Caiyun devient officiellement la première détentrice du record mondial féminin avec un saut à 4,05 m. Le record mondial est amélioré dix fois par la Tchèque Daniela Bártová, onze fois par l'Australienne Emma George, dix fois par l'Américaine Stacy Dragila et dix-sept fois par la Russe Yelena Isinbayeva, qui est également la première perchiste féminine à franchir la barre des cinq mètres, en 2005.
Les records du monde en salle sont détenus par Armand Duplantis (6,27 m le 28 février 2025 à Clermont-Ferrand) et par l'Américaine Jennifer Suhr (5,02 m le 2 mars 2013 à Albuquerque).

## Record du monde masculin

### Premiers records du monde officiels

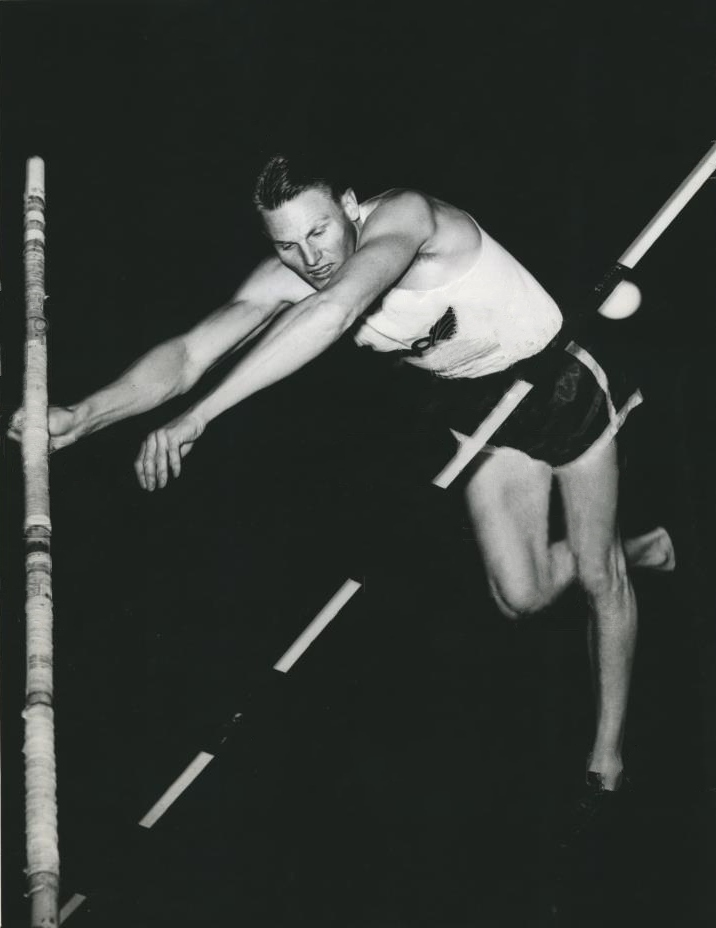
Cornelius Warmerdam.

Le premier record du monde masculin du saut à la perche homologué par l'Association internationale des fédérations d'athlétisme est celui de l'Américain Marc Wright qui franchit 4,02 m le 8 juin 1912 à Cambridge dans le Massachusetts lors des sélections olympiques américaines. Ce record est amélioré le 20 août 1920 par son compatriote Frank Foss à l'occasion de sa victoire aux Jeux olympiques de 1920, à Anvers, avec un saut à 4,09 m, exécuté sous la pluie. Le Norvégien Charles Hoff, qui domine la discipline de 1922 à 1927 et qui est le premier européen à franchir la barre des quatre mètres, améliore à quatre reprises le record du monde en établissant successivement 4,12 m le 22 septembre 1922 à Copenhague, 4,21 m le 22 juillet 1923, toujours à Copenhague, 4,23 m le 13 août 1925 à Oslo, et enfin 4,25 m le 27 septembre 1925 à Turku.
Le record du monde de Charles Hoff est amélioré deux ans plus tard par l'Américain Sabin Carr, champion olympique en 1928, qui efface une barre à 4,27 m (14 pieds), le 27 mai 1927 à Philadelphie à l'occasion des Championnats IC4A. Carr réalise par la suite 4,29 m en février 1928 mais cette performance n'est pas homologuée car elle se déroule en salle.
Le 28 avril 1928 à Fresno, au cours des West Coast Relays, son compatriote Lee Barnes, champion olympique quatre ans plus tôt en 1924, fixe le record mondial à 4,30 m .
Le 16 juillet 1932, à l'Université Stanford de Palo Alto, durant les sélections olympiques, William Graber améliore de 7 cm le record mondial de Barnes en établissant un saut à 4,37 m. Le record est porté à 4,39 m par Keith Brown le 1er juin 1935 à Boston aux Championnats IC4A, puis à 4,43 m par George Varoff le 4 juillet 1936 à Princeton au cours des Championnats de l'Amateur Athletic Union. Le 29 mai 1937, au cours d'une même compétition à Los Angeles, la Conférence côte pacifique, Bill Sefton et Earle Meadows améliorent tous deux le record mondial de Varoff en franchissant une barre à 4,54 m.
Au début des années 1940, l'américain Cornelius Warmerdam domine la discipline en faisant évoluer le record du monde de vingt-trois centimètres, établissant successivement 4,60 m le 29 juin 1940 à Fresno lors des Championnats de l'AAU, 4,72 m le 6 juin 1941 à Compton, soit une amélioration de 12 cm de son propre record, 4,75 m le 14 février 1942 en salle à Boston, et enfin 4,77 m le 23 mai 1942 à Modesto lors des California Relays. Ce record, qui marque la fin de l'utilisation des perches en bambou remplacées progressivement par celles en aluminium, ne sera amélioré que quinze ans plus tard. Le 20 mars 1943, il atteint 4,79 m à Chicago mais cette performance est établie en salle.

### L'émulation américaine

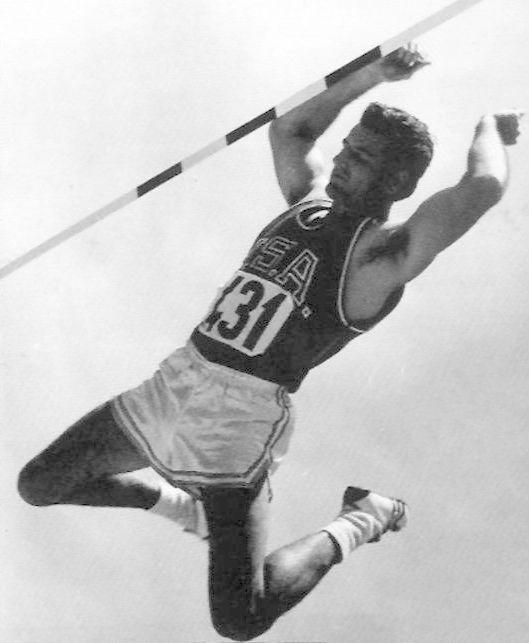
Don Bragg franchit 4.80 m en 1960.

L'Américain Don Bragg réalise 4,81 m le 13 février 1959 à Philadelphie mais cette performance n'est pas homologuée par l'IAAF car elle a été réalisée en salle. Le 27 avril 1957, son compatriote Robert Gutowski, qui utilise des perches en métal, améliore d'un centimètre le vieux record du monde de Cornelius Warmerdam en le portant à 4,78 m à Palo Alto au cours d'une confrontation universitaire, avant de réaliser 4,82 m quelques jours plus tard à Austin, mais seule la première performance sera homologuée par l'IAAF.
Le 2 juillet 1960, quelques semaines avant son titre obtenu aux jeux Olympiques de Rome, Don Bragg établit un nouveau record mondial en franchissant 4,80 m aux cours des sélections olympiques américaines de Palo Alto. Les perches en fibre de verre remplacent progressivement les perches en aluminium. Le 20 mai 1961, à Boulder au cours des Championnats Big 8, George Davies établit un nouveau record du monde avec 4,83 m.
En début de saison 1962, John Uelses réalise successivement 4,88 m à New York puis 4,89 m à Boston, mais ces performances se déroulent dans des enceintes couvertes. Le 31 mars 1962 à Santa Barbara en plein air lors des Easter Relays, Uelses franchit 4,89 m et améliore de six centimètres le record du monde de George Davies.
Le 28 avril 1962, l'Américain Dave Tork, dont le record personnel avec le métal n'est que de 4,47 m, efface une barre à 4,93 m aux Mt San Antonio Relays de Walnut grâce à sa perche en fibre de verre. Moins de deux mois plus tard, le 22 juin 1962, le Finlandais Pentti Nikula s'attribue le nouveau record du monde en franchissant 4,94 m à Kauhava, mettant fin à la série de records du monde de perchistes américains entamée en 1927.

### La barre des cinq mètres

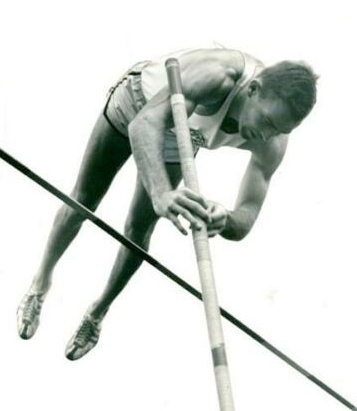
John Pennel établit quatre records du monde de 1963 à 1969.

Le 2 février 1963, chez lui à Nastola en Finlande, Pentti Nikula établit une série de performances remarquables en étant le premier athlète à franchir une barre à 5,00 m, réalisant même par la suite 5,05 m et 5,10 m. Mais, la compétition se déroulant dans une enceinte couverte, aucun record du monde n'est homologué. Approchée à plusieurs reprises par l'Américain John Pennel, la barre des cinq mètres est franchie pour la première fois par son compatriote Brian Sternberg qui, à dix-neuf ans seulement, s'empare officiellement du record mondial avec un saut à 5,00 m, le 27 avril 1963 à Philadelphie lors des Penn Relays. Sternberg franchit ensuite 5,08 m le 7 juin 1963 à Compton avant que John Pennel n'améliore à deux reprises le record du monde, une première fois le 5 août 1963 à Londres au cours de la rencontre USA-Grande-Bretagne avec 5,13 m, et une seconde fois le 24 août 1963 lors des championnats de l'AAU à Coral Gables avec 5,20 m.
En 1964, alors que les perches en fibre de carbone se généralisent peu à peu, un autre Américain, Fred Hansen, champion olympique aux Jeux de Tokyo, améliore à deux reprises le record du monde en réalisant successivement 5,23 m le 13 juin à San Diego, puis 5,28 m le 25 juillet 1964 à Los Angeles au cours du match USA-URSS. Il est supplanté par son compatriote Bob Seagren, champion olympique quatre ans plus tard à Mexico, qui établit la marque de 5,32 m le 14 mai 1966 aux West Coast Relays de Fresno, avant que John Pennel ne reprenne son bien, le 23 juillet de la même année à Los Angeles, avec un saut à 5,34 m.
Le record du monde est porté par la suite à 5,36 m par Bob Seagren le 10 juin 1967 à San Diego, à 5,38 m par Paul Wilson le 23 juin 1967 à Bakersfield au cours des championnats de l'AAU, et à 5,41 m par Bob Seagren le 12 septembre 1968 lors des sélections olympiques américaines, au Lac Tahoe, en altitude.
En 1969, la règle selon laquelle un saut est invalidé si la perche bascule sous la barre est annulée par l'IAAF. Le 21 juin 1969, à Sacramento, John Pennel établit le quatrième et dernier record du monde de sa carrière en franchissant 5,44 m.

### La relève européenne

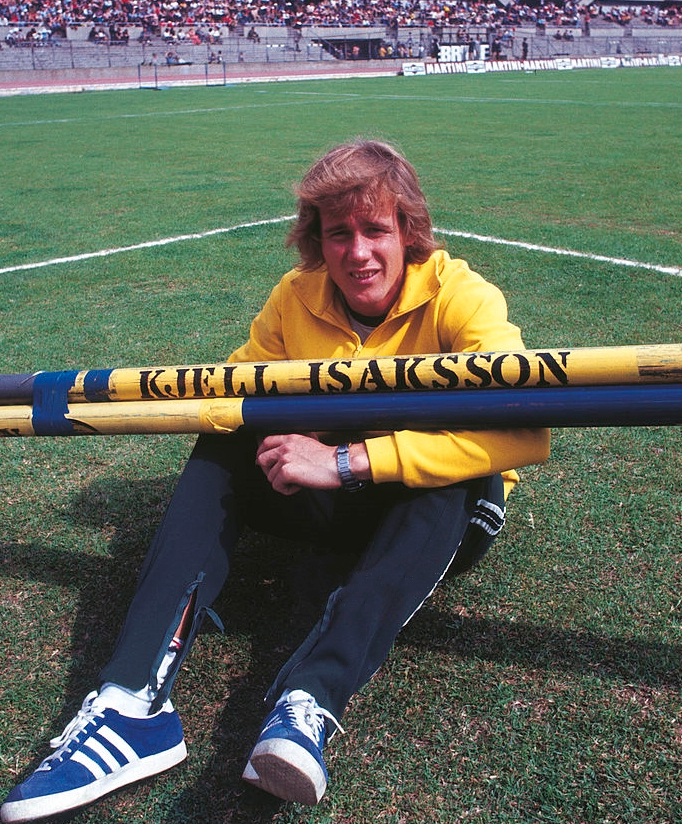
Le Suédois Kjell Isaksson est le premier perchiste à sauter au-delà des 5.50 m.

L'Est-allemand Wolfgang Nordwig, champion olympique en 1972 et triple champion d'Europe en 1966, 1969 et 1971, met fin à la suprématie des États-Unis en franchissant une barre à 5,45 m le 17 juin 1970 à Berlin, record du monde qu'il porte ensuite à 5,46 m le 3 septembre 1970 à Turin au cours des Universiades d'été. Le 24 octobre 1970, le Grec Chrístos Papanikoláou améliore de 3 cm le record du monde de Nordwig en atteignant les 5,49 m à Athènes.
En 1972, le Suédois Kjell Isaksson, qui s'entraine aux États-Unis comme Papanikoláou, établit trois records du monde successifs en l'espace de deux mois : une première fois le 8 avril lors des Texas Relays à Austin avec 5,51 m, une deuxième fois le 15 avril 1972 à Los Angeles avec 5,54 m, et une troisième fois le 12 juin à Helsingborg avec 5,55 m. Le 2 juillet 1972, Bob Seagren, dont le dernier record du monde remontait à 1968, améliore de 8 cm la performance du Suédois en franchissant 5,63 m à Eugene au cours des sélections olympiques américaines.
L'Américain Dave Roberts porte le record mondial à 5,65 m le 28 mars 1975 à Gainesville au cours des Florida Relays, avant que l'autre américain Earl Bell n'efface une barre à 5,67 m l'année suivante, le 29 mai 1976 à Wichita. Les deux hommes se retrouvent le 22 juin 1976 lors des sélections olympiques américaines, toujours à Eugene, où Dave Roberts est le seul à franchir une barre à 5,70 m, à son troisième et dernier essai, signant un nouveau record du monde.
Le record du monde de Dave Roberts n'est amélioré que quatre ans plus tard, le 11 mai 1980, par le Polonais Władysław Kozakiewicz qui atteint la hauteur de 5,72 m à Milan. Ce record est porté à 5,75 m quelques jours plus tard par le Français Thierry Vigneron, le 1er juin à Colombes, puis le 29 juin à Villeneuve-d'Ascq au cours des championnats de France. Le 17 juillet 1980, le Français Philippe Houvion devient le nouveau détenteur du record du monde en franchissant 5,77 m lors d'un match international se déroulant au Stade Charléty de Paris. Le 30 juillet 1980, Władysław Kozakiewicz remporte le titre des Jeux olympiques de Moscou marqués par l'absence des perchistes américains pour cause de boycott. Il franchit une barre à 5,78 m à son deuxième essai et devient le nouveau détenteur du record mondial.
Thierry Vigneron reprend son bien le 20 juin 1981 en devenant le premier athlète à effacer une barre à 5,80 m, à Mâcon au cours de la rencontre d'athlétisme France-URSS, mais six jours plus tard, lors d'un match international à Tbilissi, le Soviétique Vladimir Polyakov ajoute un centimètre au record du Français en franchissant 5,81 m.
Le 28 août 1983, le Français Pierre Quinon, champion olympique en 1984 à Los Angeles, améliore d'un centimètre le record du monde de Polyakov en réalisant 5,82 m lors du meeting de Cologne, mais ce record est amélioré trois jours plus tard, le 1er septembre 1983 par Thierry Vigneron, qui franchit 5,83 m lors du meeting Golden Gala de Rome.

### La conquête des six mètres et l'ère Bubka

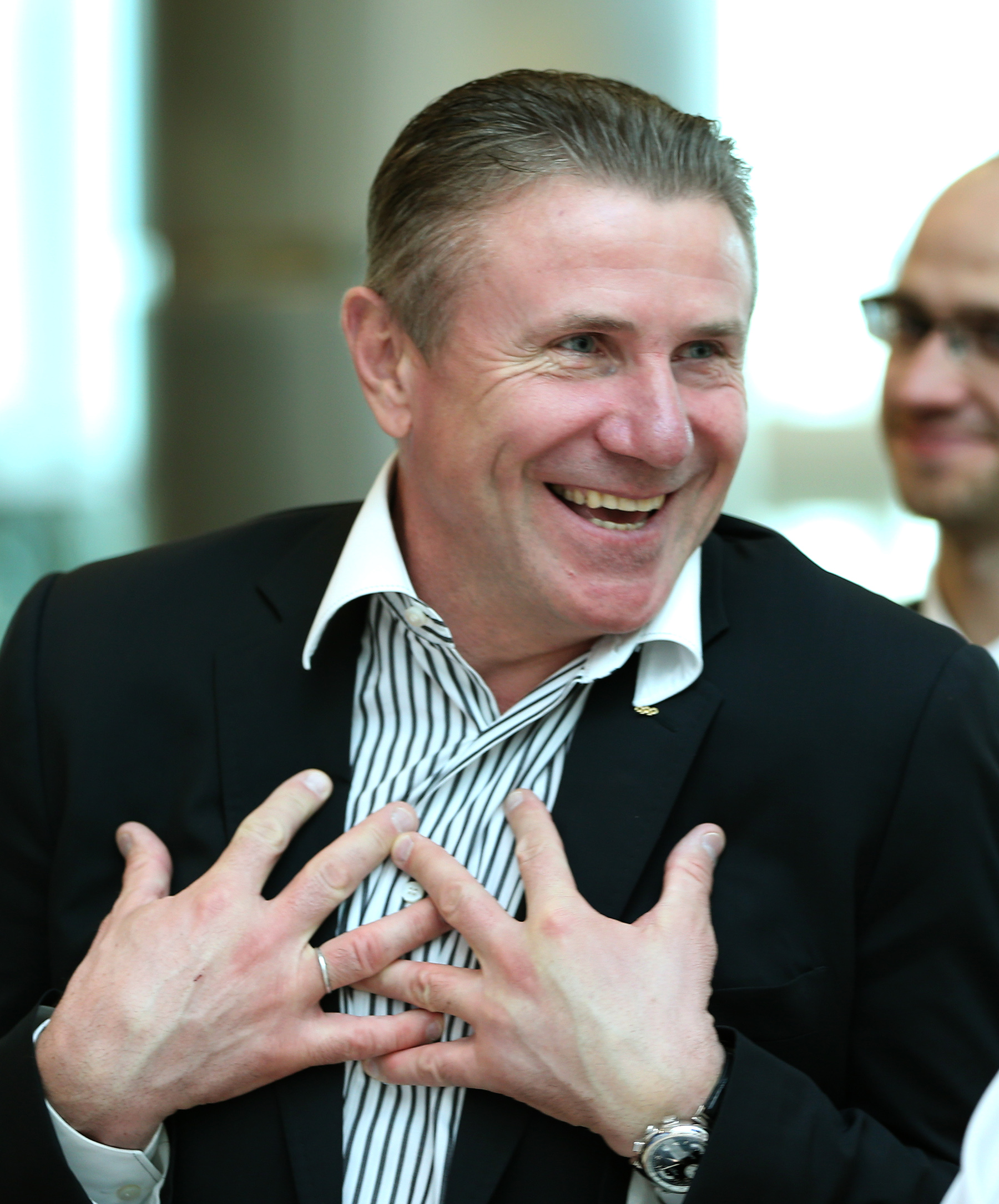
Sergueï Bubka, détenteur du record du monde de 1984 à 2014, et premier athlète au-dessus des 6 mètres.

Le Soviétique Sergueï Bubka égale la performance de 5,83 m de Thierry Vigneron le 10 février 1984 à Inglewood en Californie mais cette performance n'est pas homologuée car la compétition se déroule en salle. Moins d'un mois plus tard, le 4 mars 1984 à l'occasion de sa victoire aux championnats d'Europe en salle à Milan, Thierry Vigneron franchit 5,85 m mais le record du monde n'est pas homologué.
Sergueï Bubka se distingue le 26 mai 1984 lors du meeting de Bratislava en améliorant de 2 cm le record du monde de Thierry Vigneron avec un saut à 5,85 m. Une semaine plus tard au cours d'un match international à Saint-Denis, il ajoute trois nouveaux centimètres à son record en le portant à 5,88 m. Le 13 juillet de la même année, lors du meeting de Londres, il devient le premier perchiste à franchir la hauteur de 5,90 m en réussissant cette performance à son troisième essai. Le 31 août 1984, lors du meeting Golden Gala de Rome, Bubka est dépossédé de son record du monde par le Français Thierry Vigneron qui parvient à passer 5,91 m à son deuxième essai, quelques minutes avant que le Soviétique ne s'attribue de nouveau le record mondial en effaçant, dès sa première tentative, la barre suivante à 5,94 m, après avoir fait l'impasse à 5,91 m.
En 1985, Sergueï Bubka accepte au dernier moment de participer au meeting BNP de Paris et se laisse convaincre par les organisateurs qui proposent la somme de 10 000 dollars en cas de nouveau record du monde battu. Au stade Jean-Bouin, le 13 juillet 1985, Sergueï Bubka parvient à franchir la hauteur de 6,00 m à son troisième et dernier essai, et devient le premier homme à dépasser cette barrière symbolique. Son compatriote Rodion Gataullin la franchira en salle en 1989. Le 8 juillet 1986, Bubka remporte à Moscou le concours des Goodwill Games et ajoute un centimètre à son propre record du monde avec 6,01 m. Un an plus tard, le 23 juin 1987 au meeting de Prague, il porte ce record à 6,03 m.
Sergueï Bubka, qui remportera notamment le titre olympique en 1988, ainsi que six titres aux championnats du monde d'athlétisme (de 1983 à 1997), améliore à deux reprises le record mondial lors de la saison 1988 : une première fois le 9 juin au cours du meeting de Bratislava avec 6,05 m, et une deuxième fois le 10 juillet lors du Meeting Nikaïa à Nice avec 6,06 m.
Malgré une blessure au tendon, il parvient à améliorer à quatre reprises le record du monde lors de la même saison 1991, réalisant successivement 6,07 m le 6 mai lors du meeting de Shizuoka, 6,08 m le 9 juin à Moscou au cours du Mémorial Znamensky, 6,09 m le 8 juillet lors du meeting Formia et enfin 6,10 m le 5 août à Malmö au meeting IDAG Galan. Il récidive à trois reprises en 1992 en franchissant 6,11 m le 13 juin au meeting de Dijon, 6,12 m le 30 août au meeting de Padoue, et enfin 6,13 m le 19 septembre lors du meeting de Tokyo. Le 31 juillet 1994, lors du meeting en altitude de Sestrières, en Italie, Sergueï Bubka établit son 17e record du monde, le 27e et dernier de sa carrière si l'on compte les records du monde en salle, en effaçant une barre à 6,14 m à son premier essai. En onze ans, il fait évoluer le record du monde de 31 centimètres.

### Renaud Lavillenie 20 ans après

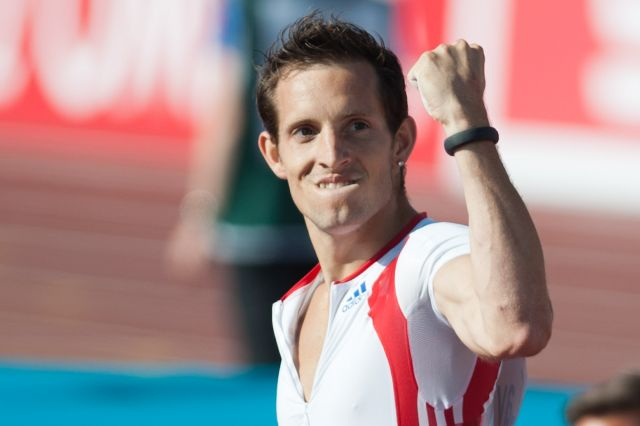
Renaud Lavillenie

À partir du 1er janvier 2000, la règle de compétition 260.18a (anciennement 260.6a) de l'IAAF est modifiée de sorte que les records du monde peuvent désormais être établis dans une « installation couverte ou non couverte ». La notion de records du monde en plein air n'existe plus alors que celle des records du monde en salle est conservée.
Le 15 février 2014, lors du meeting en salle du Pole Vault Stars, à Donetsk en Ukraine, le Français Renaud Lavillenie franchit à son premier essai une barre à 6,16 m, améliorant de 2 centimètres le record du monde en salle de Sergueï Bubka datant du 21 février 1993, et établissant par la même occasion le nouveau record du monde, plein air et salle confondus,. Il est le quatrième français après Thierry Vigneron, Philippe Houvion et Pierre Quinon à détenir ce record.

### Armand Duplantis depuis 2020

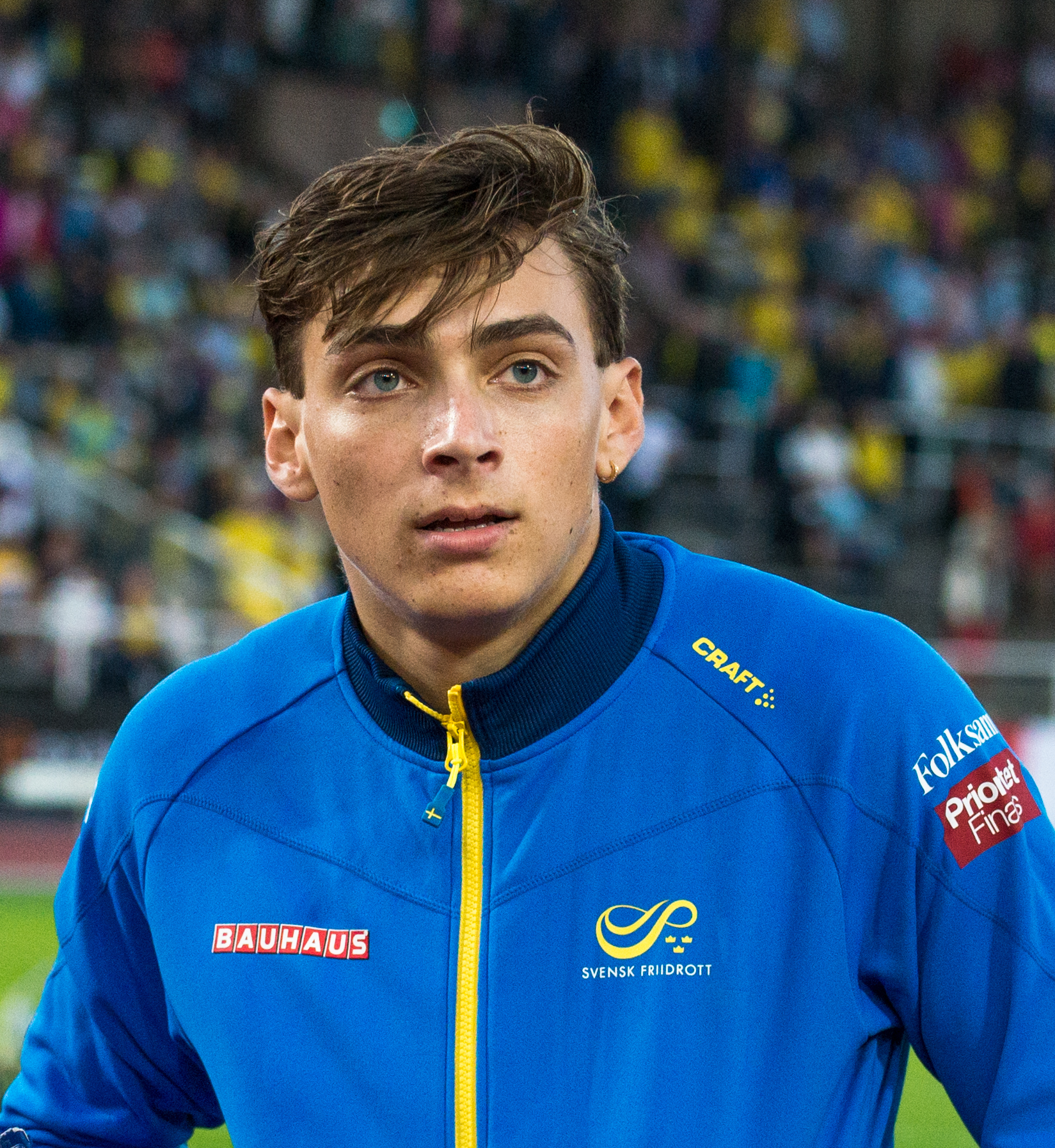
Armand Duplantis, détenteur du record du monde depuis 2020.

Le 8 février 2020 lors du meeting en salle de Toruń en Pologne, le Suédois Armand Duplantis améliore d'un centimètre le record du monde de Renaud Lavillenie en effaçant à son deuxième essai une barre à 6,17 m. Une semaine plus tard, le 15 février 2020 au meeting en salle de Glasgow, Duplantis améliore d'un centimètre le record mondial en le portant à 6,18 m dès sa première tentative.
Le 17 septembre 2020, Armand Duplantis franchit 6,15 m à son deuxième essai lors du meeting Golden Gala de Rome, marque constituant la meilleure performance de tous les temps en plein air, 26 ans après les 6,14 m de Sergueï Bubka.
Le 7 mars 2022, lors du meeting indoor de Belgrade, Armand Duplantis franchit 6,19 m à sa troisième tentative et améliore d'un centimètre son propre record du monde établi deux ans auparavant,.
Le 20 mars 2022, lors des championnats du monde d'athlétisme en salle 2022 à Belgrade, Armand Duplantis efface une barre à 6,20 m à sa troisième tentative et améliore d'un centimètre son propre record du monde établi quelques jours auparavant. Le 30 juin 2022, lors du Bauhaus-Galan, Armand Duplantis franchit 6,16 m ce qui constitue le record du monde en plein air, bien que World Athletics ne sépare plus les performances en extérieur et les performances en salle.
Le 24 juillet 2022, en finale des championnats du monde à Eugene, alors assuré de sa médaille d'or, Duplantis tente et franchit à son deuxième essai une barre à 6,21 m, améliorant d'un centimètre son propre record du monde. Premier athlète à réaliser cet exploit lors d'un championnat du monde, il est le premier à le réussir dans une compétition en plein air depuis les 6,14 m de Sergueï Bubka en 1994. Il établit son 5e record du monde consécutif en deux ans et demi, son troisième en 2022.
Le 25 février 2023, lors du meeting All Star Perche de Clermont-Ferrand organisé par Renaud Lavillenie, Armand Duplantis efface une barre à 6,22 m à son troisième essai et améliore d'un centimètre son propre record du monde.
Le 17 septembre 2023, à Eugene au cours de la Prefontaine Classic, finale de la Ligue de diamant 2023, il franchit 6,23 m à son premier essai et établit le septième record du monde de sa carrière.
Le 20 avril 2024 lors du meeting Xiamen Diamond League de Xiamen en Chine, première étape de la Ligue de diamant 2024, Duplantis améliore d'un centimètre son record du monde en le portant à 6,24 m, franchissant cette barre à sa première tentative,
Le 5 août 2024 lors des Jeux olympiques de Paris, Duplantis améliore encore d’un centimètre son record du monde le portant à 6,25 m. Déjà assuré d'une médaille d'or, il lui reste 3 essais et demande de placer la barre 1 cm plus haut que son précédent record établi quatre mois plus tôt. Il établit le record au bout de sa 3e tentative. Il s'octroie ainsi un nouveau record pour la 9e fois consécutive. Le médaillé d’argent, Sam Kendricks, finit le concours à 5,95 m, soit 30 cm plus bas que Duplantis.
Deux semaines plus tard, le 25 août, il améliore à nouveau d'un centimètre ce record, le portant à 6,26 m, lors du meeting de la Ligue de diamant du Mémorial Kamila Skolimowska de Chorzów en Pologne.
Le 28 février 2025, lors du meeting All Star Perche de Clermont-Ferrand organisé par Renaud Lavillenie, Armand Duplantis porte le record à 6 mètres 27 en réussissant son premier saut à cette hauteur.
Le 15 juin 2025, lors du Meeting de Stockholm 2025, pays d'origine de sa mère qu'il a choisi de représenter, il améliore pour la douzième fois son record au premier essaie et le porte à 6,28m.
Moins de deux mois plus tard, le 12 août 2025, lors du meeting de Budapest, Armand Duplantis améliore son propre record du monde à 6 mètres 29. Le suédois a en effet passé la barre des 6,29m lors de son deuxième essai. C'est la troisième fois qu'il bat son record du cette année.

### Progression du record du monde
77 records du monde masculins du saut à la perche ont été homologués par World Athletics.
|  | Actuel record du monde |  | Record du monde non homologué. |

| Hauteur     | Athlète               | Lieu              | Compétition                    | Date               |
| ----------- | --------------------- | ----------------- | ------------------------------ | ------------------ |
| 4,02 m      | Marc Wright           | Cambridge         | Sélections olympiques          | 8 juin 1912        |
| 4,09 m      | Frank Foss            | Anvers            | Jeux olympiques                | 20 août 1920       |
| 4,12 m      | Charles Hoff          | Copenhague        | Match international            | 22 septembre 1922  |
| 4,21 m      | Charles Hoff          | Copenhague        | Match international            | 22 juillet 1923    |
| 4,23 m      | Charles Hoff          | Oslo              | Match international            | 13 août 1925       |
| 4,25 m      | Charles Hoff          | Turku             | Match international            | 27 septembre 1925  |
| 4,27 m      | Sabin Carr            | Philadelphie      | Championnats IC4A              | 28 mai 1927        |
| 4,29 m (i)  | Sabin Carr            | New York          |                                | 25 février 1928    |
| 4,30 m      | Lee Barnes            | Fresno            | West Coast Relays              | 28 avril 1928      |
| 4,37 m      | William Graber        | Palo Alto         | Sélections olympiques          | 16 juillet 1932    |
| 4,39 m      | Keith Brown           | Boston            | Championnats IC4A              | 1er juin 1935      |
| 4,43 m      | George Varoff         | Princeton         | Championnats AAU               | 4 juillet 1936     |
| 4,54 m      | Bill Sefton           | Los Angeles       | Conférence côte pacifique      | 29 mai 1937        |
| 4,54 m      | Earle Meadows         | Los Angeles       | Conférence côte pacifique      | 29 mai 1937        |
| 4,60 m      | Cornelius Warmerdam   | Fresno            | Championnats AAU               | 29 juin 1940       |
| 4,72 m      | Cornelius Warmerdam   | Compton           | Compton Invitational           | 6 juin 1941        |
| 4,75 m (i)  | Cornelius Warmerdam   | Boston            | AA meeting                     | 14 février 1942    |
| 4,77 m      | Cornelius Warmerdam   | Modesto           | California Relays              | 23 mai 1942        |
| 4,79 m (i)  | Cornelius Warmerdam   | Chicago           | Chicago relays                 | 20 mars 1943       |
| 4,78 m      | Robert Gutowski       | Palo Alto         | Duel universitaire             | 27 avril 1957      |
| 4,81 m (i)  | Don Bragg             | Philadelphie      | Philadelphia Inquirer Games    | 13 février 1959    |
| 4,80 m      | Don Bragg             | Palo Alto         | Sélections olympiques          | 2 juillet 1960     |
| 4,83 m      | George Davies         | Boulder           | Championnats Big 8             | 20 mai 1961        |
| 4,88 m (i)  | John Uelses           | New York          | Millrose Games                 | 2 février 1962     |
| 4,89 m (i)  | John Uelses           | Boston            | Meeting de l'AAU               | 3 février 1962     |
| 4,89 m      | John Uelses           | Santa Barbara     | Easter Relays                  | 31 mars 1962       |
| 4,93 m      | Dave Tork             | Walnut            | Mt San Antonio Relays          | 28 avril 1962      |
| 4,94 m      | Pentti Nikula         | Kauhava           | Johannis Games                 | 22 juin 1962       |
| 4,96 m (i)  | Yang Chuan-Kwang      | Portland          | Oregon Indoor Invitational     | 26 janvier 1963    |
| 5,00 m (i)  | Pentti Nikula         | Nastola           | Winter meeting                 | 2 février 1963     |
| 5,05 m (i)  | Pentti Nikula         | Nastola           | Winter meeting                 | 2 février 1963     |
| 5,10 m (i)  | Pentti Nikula         | Nastola           | Winter meeting                 | 2 février 1963     |
| 5,00 m      | Brian Sternberg       | Philadelphie      | Penn Relays                    | 27 avril 1963      |
| 5,08 m      | Brian Sternberg       | Compton           | Compton Invitational           | 7 juin 1963        |
| 5,13 m      | John Pennel           | Londres           | Match USA-Grande-Bretagne      | 5 août 1963        |
| 5,20 m      | John Pennel           | Coral Gables      | Championnats AAU               | 24 août 1963       |
| 5,23 m      | Fred Hansen           | San Diego         | San Diego Invitational         | 13 juin 1964       |
| 5,28 m      | Fred Hansen           | Los Angeles       | Match USA-URSS                 | 25 juillet 1964    |
| 5,32 m      | Bob Seagren           | Fresno            | West Coast Relays              | 14 mai 1966        |
| 5,34 m      | John Pennel           | Los Angeles       | International Games            | 23 juillet 1966    |
| 5,36 m      | Bob Seagren           | San Diego         | San Diego Invitational         | 10 juin 1967       |
| 5,38 m      | Paul Wilson           | Bakersfield       | Championnats AAU               | 23 juin 1967       |
| 5,41 m      | Bob Seagren           | South Lake Tahoe  | Sélections olympiques          | 12 septembre 1968  |
| 5,44 m      | John Pennel           | Sacramento        | Sacramento Invitational        | 21 juin 1969       |
| 5,45 m      | Wolfgang Nordwig      | Berlin            | Journée olympique              | 17 juin 1970       |
| 5,46 m      | Wolfgang Nordwig      | Turin             | Universiades                   | 3 septembre 1970   |
| 5,49 m      | Chrístos Papanikoláou | Athènes           | Match Athènes-Belgrade         | 24 octobre 1970    |
| 5,51 m      | Kjell Isaksson        | Austin            | Texas Relays                   | 8 avril 1972       |
| 5,54 m      | Kjell Isaksson        | Los Angeles       | Meet of champions              | 15 avril 1972      |
| 5,55 m      | Kjell Isaksson        | Helsingborg       | Match international            | 12 juin 1972       |
| 5,63 m      | Bob Seagren           | Eugene            | Sélections olympiques          | 2 juillet 1972     |
| 5,65 m      | Dave Roberts          | Gainesville       | Florida Relays                 | 28 mars 1975       |
| 5,67 m      | Earl Bell             | Wichita           | Championnats USTFF             | 29 mai 1976        |
| 5,70 m      | Dave Roberts          | Eugene            | Sélections olympiques          | 22 juin 1976       |
| 5,72 m      | Władysław Kozakiewicz | Milan             | Pasqua dell'athleta            | 11 mai 1980        |
| 5,75 m      | Thierry Vigneron      | Colombes          | Championnats nationaux         | 1er juin 1980      |
| 5,75 m      | Thierry Vigneron      | Villeneuve-d'Ascq | Championnats de France         | 29 juin 1980       |
| 5,77 m      | Philippe Houvion      | Paris             | Match international            | 17 juillet 1980    |
| 5,78 m      | Władysław Kozakiewicz | Moscou            | Jeux olympiques                | 30 juillet 1980    |
| 5,80 m      | Thierry Vigneron      | Mâcon             | Match international            | 20 juin 1981       |
| 5,81 m      | Vladimir Polyakov     | Tbilissi          | Match international            | 26 juin 1981       |
| 5,82 m      | Pierre Quinon         | Cologne           | Meeting de Cologne             | 28 août 1983       |
| 5,83 m      | Thierry Vigneron      | Rome              | Golden Gala                    | 1er septembre 1983 |
| 5,83 m (i)  | Sergueï Bubka         | Inglewood         | LA Times meeting               | 10 février 1984    |
| 5,85 m (i)  | Thierry Vigneron      | Göteborg          | Championnats d'Europe en salle | 4 mars 1984        |
| 5,85 m      | Sergueï Bubka         | Bratislava        | Meeting de Bratislava          | 26 mai 1984        |
| 5,88 m      | Sergueï Bubka         | Saint-Denis       | Match international            | 2 juin 1984        |
| 5,90 m      | Sergueï Bubka         | Londres           | Talbot Games                   | 13 juillet 1984    |
| 5,91 m      | Thierry Vigneron      | Rome              | Golden Gala                    | 31 août 1984       |
| 5,94 m      | Sergueï Bubka         | Rome              | Golden Gala                    | 31 août 1984       |
| 6,00 m      | Sergueï Bubka         | Paris             | Match international            | 13 juillet 1985    |
| 6,01 m      | Sergueï Bubka         | Moscou            | Goodwill Games                 | 8 juillet 1986     |
| 6,03 m      | Sergueï Bubka         | Prague            | Meeting de Prague              | 23 juin 1987       |
| 6,05 m      | Sergueï Bubka         | Bratislava        | Meeting de Bratislava          | 9 juin 1988        |
| 6,06 m      | Sergueï Bubka         | Nice              | Meeting Nikaïa                 | 10 juillet 1988    |
| 6,07 m      | Sergueï Bubka         | Shizuoka          | Meeting de Shizuoka            | 6 mai 1991         |
| 6,08 m      | Sergueï Bubka         | Moscou            | Mémorial Znamensky             | 9 juin 1991        |
| 6,09 m      | Sergueï Bubka         | Formia            | Meeting de Formia              | 8 juillet 1991     |
| 6,10 m      | Sergueï Bubka         | Malmö             | IDAG Galan                     | 5 août 1991        |
| 6,11 m      | Sergueï Bubka         | Dijon             | Meeting de Dijon               | 13 juin 1992       |
| 6,12 m      | Sergueï Bubka         | Padoue            | Meeting de Padoue              | 30 août 1992       |
| 6,13 m      | Sergueï Bubka         | Tokyo             | Meeting de Tokyo               | 19 septembre 1992  |
| 6,14 m      | Sergueï Bubka         | Sestrières        | Meeting de Sestrières          | 31 juillet 1994    |
| 6,16 m (i)  | Renaud Lavillenie     | Donetsk           | Pole Vault Stars               | 15 février 2014    |
| 6,17 m (i)  | Armand Duplantis      | Toruń             | Meeting de Toruń               | 8 février 2020     |
| 6,18 m (i)  | Armand Duplantis      | Glasgow           | Meeting de Glasgow             | 15 février 2020    |
| 6,19 m (i)  | Armand Duplantis      | Belgrade          | Meeting de Belgrade            | 7 mars 2022        |
| 6,20 m (i)  | Armand Duplantis      | Belgrade          | Championnats du monde en salle | 20 mars 2022       |
| 6,21 m      | Armand Duplantis      | Eugene            | Championnats du monde          | 24 juillet 2022    |
| 6,22 m (i)  | Armand Duplantis      | Clermont-Ferrand  | Meeting de Clermont-Ferrand    | 25 février 2023    |
| 6,23 m      | Armand Duplantis      | Eugene            | Prefontaine Classic            | 17 septembre 2023  |
| 6,24 m      | Armand Duplantis      | Xiamen            | Xiamen Diamond League          | 20 avril 2024      |
| 6,25 m      | Armand Duplantis      | Saint-Denis       | Jeux olympiques 2024           | 5 août 2024        |
| 6,26 m      | Armand Duplantis      | Chorzów           | Mémorial Kamila Skolimowska    | 25 août 2024       |
| 6,27 m (i), | Armand Duplantis      | Clermont-Ferrand  | Meeting de Clermont-Ferrand    | 28 février 2025    |
| 6,28 m      | Armand Duplantis      | Stockholm         | Ligue de Diamant               | 15 Juin 2025       |
| 6,29 m      | Armand Duplantis      | Budapest          | Meeting de Budapest            | 12 août 2025       |

## Record du monde féminin

### De Daniela Bártová à Stacy Dragila

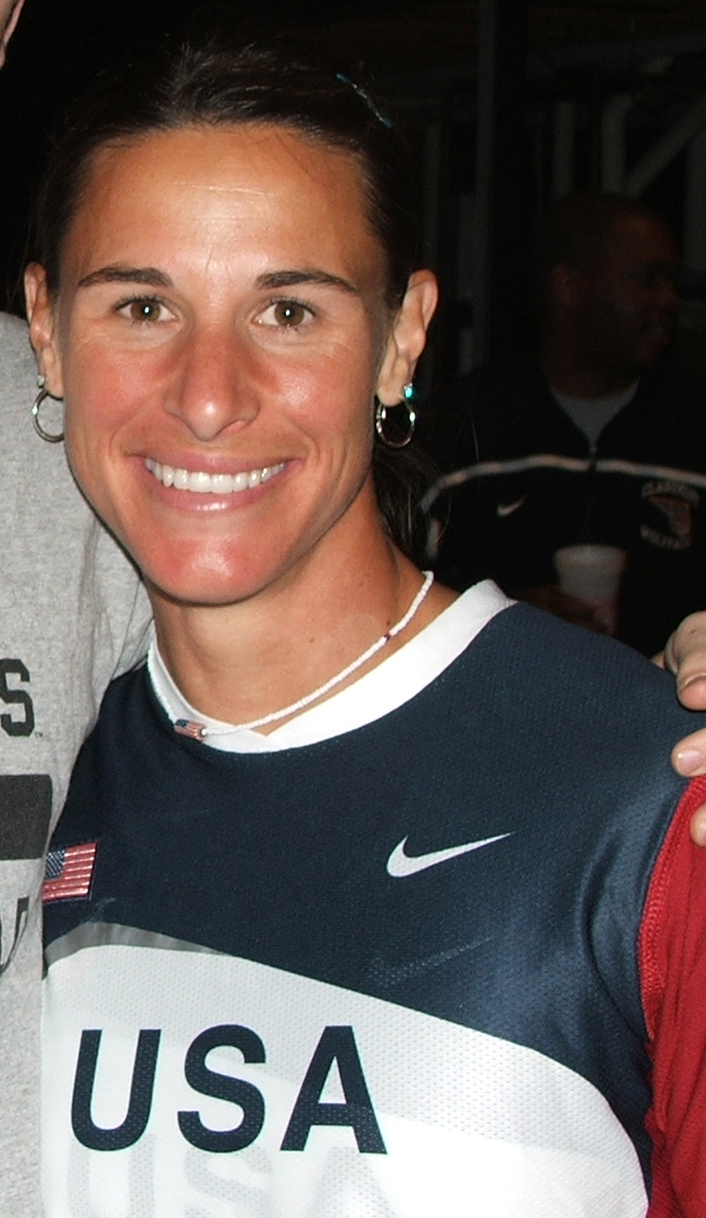
Stacy Dragila établit dix records du monde du saut à la perche de 1999 à 2001.

Le premier record du monde féminin du saut à la perche homologué par l'IAAF est celui de la Chinoise Sun Caiyun qui franchit une barre à 4,05 m le 21 mai 1992 à Nankin. En 1995, soit quatre ans avant l'entrée officielle du saut à la perche féminin aux championnats du monde, quinze records du monde sont battus ou égalés. Le 18 mai, à Taiyuan, Sun Caiyun et sa compatriote Zhong Guiqing portent le record mondial à 4,08 m. La Tchèque Daniela Bártová améliore à dix reprises ce record, souvent centimètre par centimètre, en réalisant 4,10 m le 21 mai à Ljubljana, 4,12 m le 18 juin à Duisbourg, 4,13 m le 24 juin à Wesel, 4,14 m le 2 juillet à Gateshead, 4,15 m le 6 juillet à Ostrava, puis 4,16 m et 4,17 m les 14 et 15 juillet à Feldkirch. Dépossédée provisoirement de ce record par l'Allemande Andrea Müller qui franchit 4,18 m le 5 août à Zittau, Bártová reprend son bien en effaçant 4,20 m le 18 août à Cologne, 4,21 m le 22 août à Linz, et enfin 4,22 m le 11 septembre à Salgótarján. Toujours en 1995, l'Australienne Emma George bat à deux reprises le record du monde de Daniela Bártová : 4,25 m le 30 novembre à Melbourne, et 4,28 m le 17 décembre à Perth.
Emma George domine sa discipline dans la deuxième moitié des années 1990. Elle établit trois records du monde en 1996 (4,41 m le 28 janvier 1996 à Perth, 4,42 m le 29 juin à Reims et 4,45 m le 14 juillet à Sapporo), deux en 1997 (les 8 et 20 février à Melbourne en respectivement 4,50 m et 4,55 m), trois en 1998 (4,57 m le 21 février à Auckland, 4,58 m le 14 mars à Melbourne, et 4,59 m le 21 mars à Brisbane), et un en 1999 en établissant avec 4,60 m, le 20 février à Sydney, le onzième et dernier record du monde de sa carrière.
Le 21 août 1999, lors des championnats du monde de Séville, l'Américaine Stacy Dragila remporte le premier titre mondial féminin au saut à la perche et égale à cette occasion le record du monde d'Emma George de 4,60 m. Elle améliore cette marque lors de la saison hivernale en salle 2000 en franchissant 4,61 m le 19 février 2000 à Pocatello, puis 4,62 m le 3 mars 2000 à Atlanta. En effet, à partir du 1er janvier 2000, les règles de compétition de l'IAAF stipulent que les records du monde peuvent désormais être établis dans une enceinte couverte. Le 23 juin 2000, en plein air, Dragila porte son propre record du monde à 4,63 m à l'occasion des sélections olympiques américaines de Sacramento. Championne olympique en 2000, elle égale son propre record du monde de 4,63 m le 2 février 2001 à New York lors du meeting en salle des Millrose Games, record du monde battu moins de deux semaines plus tard, le 11 février 2001 à Dortmund, en salle, par la Russe Svetlana Feofanova qui atteint les 4,64 m. Six jours plus tard, le 17 février lors du meeting en salle de Pocatello, Stacy Dragila reprend son bien en franchissant lors du même concours 4,66 m, puis 4,70 m. Créditée de 4,70 m en extérieur le 27 avril 2001, toujours à Pocatello, elle établit la marque de 4,71 m le 9 juin 2001 à Palo Alto, performance qu'elle améliore de dix centimètres lors de la barre suivante en parvenant à effacer une barre à 4,81 m.

### Yelena Isinbayeva au-dessus des cinq mètres

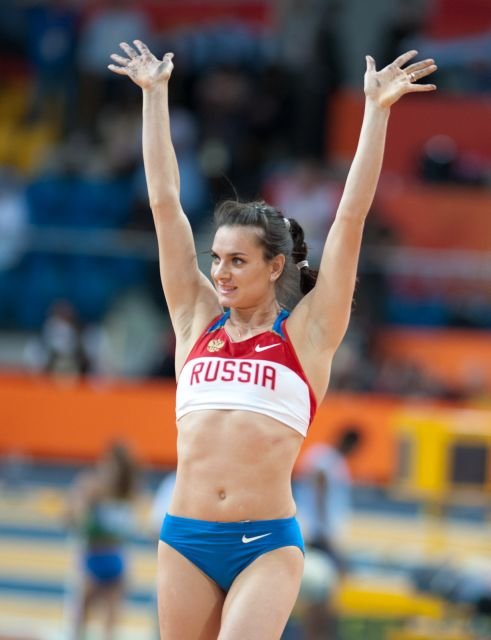
Yelena Isinbayeva, actuelle détentrice du record du monde avec 5.06 m.

Le record du monde de Stacy Dragila est battu par la Russe Yelena Isinbayeva qui réalise un saut à 4,82 m, le 13 juin 2003 à Gateshead. Neuf records du monde sont améliorés durant la saison 2004. Le 15 février Yelena Isinbayeva fixe la meilleure marque mondiale à 4,83 m lors du meeting en salle Pole Vault Stars de Donetsk, avant que sa compatriote Svetlana Feofanova ne porte le record à 4,85 m, une semaine plus tard, à Athènes, toujours en salle. Isinbayeva reprend le record le 6 mars en effaçant une barre à 4,86 m lors du meeting en salle de Budapest, puis franchit la hauteur de 4,87 m le 27 juin à Gateshead. Dépossédée une nouvelle fois de ce record par Feofanova qui efface une barre à 4,88 m le 4 juillet à Héraklion, Yelena Isinbayeva établit quatre records du monde consécutifs : 4,89 m le 25 juillet à Birmingham, 4,90 m le 30 juillet à Londres, 4,91 m le 24 août à Athènes en finale des Jeux olympiques, et enfin 4,92 m le 3 septembre à Bruxelles.
En 2005, Yelena Isinbayeva améliore à cinq reprises son propre record du monde, franchissant 4,93 m le 5 juillet lors du meeting Athletissima de Lausanne, et 4,95 m le 16 juillet à Madrid. Le 22 juillet 2005, lors du London Grand Prix, à Londres, elle améliore tout d'abord d'un centimètre son propre record du monde avec 4,96 m, puis tente et franchit à son premier essai une barre placée à 5,00 m, devenant la première athlète féminine à atteindre cette hauteur symbolique que l'Américain Brian Sternberg avait passée en 1963. Le 12 août 2005, à Helsinki elle est sacrée championne du monde en ajoutant un centimètre à son record du monde (5,01 m).
En 2008, elle porte le record du monde à 5,03 m le 11 juillet à Rome, à 5,04 m le 29 juillet à Monaco, et enfin à 5,05 m le 18 août à l'occasion de son titre olympique remporté aux Jeux de Pékin. Le 28 août 2009, lors du meeting Weltklasse à Zurich, Yelena Isinbayeva améliore d'un centimètre son propre record du monde en franchissant une barre à 5,06 m.

### Progression du record du monde
55 records du monde féminins du saut à la perche ont été ratifiés par l'IAAF.
| Hauteur    | Athlète            | Lieu        | Date              |
| ---------- | ------------------ | ----------- | ----------------- |
| 4,05 m     | Sun Caiyun         | Nankin      | 21 mai 1992       |
| 4,08 m     | Sun Caiyun         | Taiyuan     | 18 mai 1995       |
| 4,08 m     | Zhong Guiqing      | Taiyuan     | 18 mai 1995       |
| 4,10 m     | Daniela Bártová    | Ljubljana   | 21 mai 1995       |
| 4,12 m     | Daniela Bártová    | Duisbourg   | 18 juin 1995      |
| 4,13 m     | Daniela Bártová    | Wesel       | 24 juin 1995      |
| 4,14 m     | Daniela Bártová    | Gateshead   | 2 juillet 1995    |
| 4,15 m     | Daniela Bártová    | Ostrava     | 6 juillet 1995    |
| 4,16 m     | Daniela Bártová    | Feldkirch   | 14 juillet 1995   |
| 4,17 m     | Daniela Bártová    | Feldkirch   | 15 juillet 1995   |
| 4,18 m     | Andrea Müller      | Zittau      | 5 août 1995       |
| 4,20 m     | Daniela Bártová    | Cologne     | 18 août 1995      |
| 4,21 m     | Daniela Bártová    | Linz        | 22 août 1995      |
| 4,22 m     | Daniela Bártová    | Salgótarján | 11 septembre 1995 |
| 4,25 m     | Emma George        | Melbourne   | 30 novembre 1995  |
| 4,28 m     | Emma George        | Perth       | 17 décembre 1995  |
| 4,41 m     | Emma George        | Perth       | 28 janvier 1996   |
| 4,42 m     | Emma George        | Reims       | 29 juin 1996      |
| 4,45 m     | Emma George        | Sapporo     | 14 juillet 1996   |
| 4,50 m     | Emma George        | Melbourne   | 8 février 1997    |
| 4,55 m     | Emma George        | Melbourne   | 20 février 1997   |
| 4,57 m     | Emma George        | Auckland    | 21 février 1998   |
| 4,58 m     | Emma George        | Melbourne   | 14 mars 1998      |
| 4,59 m     | Emma George        | Brisbane    | 21 mars 1998      |
| 4,60 m     | Emma George        | Sydney      | 20 février 1999   |
| 4,60 m     | Stacy Dragila      | Séville     | 21 août 1999      |
| 4,61 m (i) | Stacy Dragila      | Pocatello   | 19 février 2000   |
| 4,62 m (i) | Stacy Dragila      | Atlanta     | 3 mars 2000       |
| 4,63 m     | Stacy Dragila      | Sacramento  | 23 juin 2000      |
| 4,63 m (i) | Stacy Dragila      | New York    | 2 février 2001    |
| 4,64 m (i) | Svetlana Feofanova | Dortmund    | 11 février 2001   |
| 4,66 m (i) | Stacy Dragila      | Pocatello   | 17 février 2001   |
| 4,70 m (i) | Stacy Dragila      | Pocatello   | 17 février 2001   |
| 4,70 m     | Stacy Dragila      | Pocatello   | 27 avril 2001     |
| 4,71 m     | Stacy Dragila      | Palo Alto   | 9 juin 2001       |
| 4,81 m     | Stacy Dragila      | Palo Alto   | 9 juin 2001       |
| 4,82 m     | Yelena Isinbayeva  | Gateshead   | 13 juin 2003      |
| 4,83 m (i) | Yelena Isinbayeva  | Donetsk     | 15 février 2004   |
| 4,85 m (i) | Svetlana Feofanova | Athènes     | 22 février 2004   |
| 4,86 m (i) | Yelena Isinbayeva  | Budapest    | 6 mars 2004       |
| 4,87 m     | Yelena Isinbayeva  | Gateshead   | 27 juin 2004      |
| 4,88 m     | Svetlana Feofanova | Héraklion   | 4 juillet 2004    |
| 4,89 m     | Yelena Isinbayeva  | Birmingham  | 25 juillet 2004   |
| 4,90 m     | Yelena Isinbayeva  | Londres     | 30 juillet 2004   |
| 4,91 m     | Yelena Isinbayeva  | Athènes     | 24 août 2004      |
| 4,92 m     | Yelena Isinbayeva  | Bruxelles   | 3 septembre 2004  |
| 4,93 m     | Yelena Isinbayeva  | Lausanne    | 5 juillet 2005    |
| 4,95 m     | Yelena Isinbayeva  | Madrid      | 16 juillet 2005   |
| 4,96 m     | Yelena Isinbayeva  | Londres     | 22 juillet 2005   |
| 5,00 m     | Yelena Isinbayeva  | Londres     | 22 juillet 2005   |
| 5,01 m     | Yelena Isinbayeva  | Helsinki    | 12 août 2005      |
| 5,03 m     | Yelena Isinbayeva  | Rome        | 11 juillet 2008   |
| 5,04 m     | Yelena Isinbayeva  | Monaco      | 29 juillet 2008   |
| 5,05 m     | Yelena Isinbayeva  | Pékin       | 18 août 2008      |
| 5,06 m     | Yelena Isinbayeva  | Zurich      | 28 août 2009      |

## Records du monde en salle

### Hommes
19 records du monde en salle masculins du saut à la perche ont été homologués par l'IAAF.
| Hauteur | Athlète           | Lieu             | Date            |
| ------- | ----------------- | ---------------- | --------------- |
| 5,97 m  | Sergueï Bubka     | Turin            | 17 mars 1987    |
| 6,00 m  | Rodion Gataullin  | Leningrad        | 22 janvier 1989 |
| 6,02 m  | Rodion Gataullin  | Gomel            | 4 février 1989  |
| 6,03 m  | Sergueï Bubka     | Ōsaka            | 11 février 1989 |
| 6,05 m  | Sergueï Bubka     | Donetsk          | 17 mars 1990    |
| 6,08 m  | Sergueï Bubka     | Volgograd        | 9 février 1991  |
| 6,10 m  | Sergueï Bubka     | Saint-Sébastien  | 15 mars 1991    |
| 6,11 m  | Sergueï Bubka     | Donetsk          | 19 mars 1991    |
| 6,12 m  | Sergueï Bubka     | Grenoble         | 23 mars 1991    |
| 6,13 m  | Sergueï Bubka     | Berlin           | 21 février 1992 |
| 6,14 m  | Sergueï Bubka     | Liévin           | 13 février 1993 |
| 6,15 m  | Sergueï Bubka     | Donetsk          | 21 février 1993 |
| 6,16 m  | Renaud Lavillenie | Donetsk          | 15 février 2014 |
| 6,17 m  | Armand Duplantis  | Toruń            | 8 février 2020  |
| 6,18 m  | Armand Duplantis  | Glasgow          | 15 février 2020 |
| 6,19 m  | Armand Duplantis  | Belgrade         | 7 mars 2022     |
| 6,20 m  | Armand Duplantis  | Belgrade         | 20 mars 2022    |
| 6,22 m  | Armand Duplantis  | Clermont-Ferrand | 25 février 2023 |
| 6,27 m  | Armand Duplantis  | Clermont-Ferrand | 28 février 2025 |

### Femmes

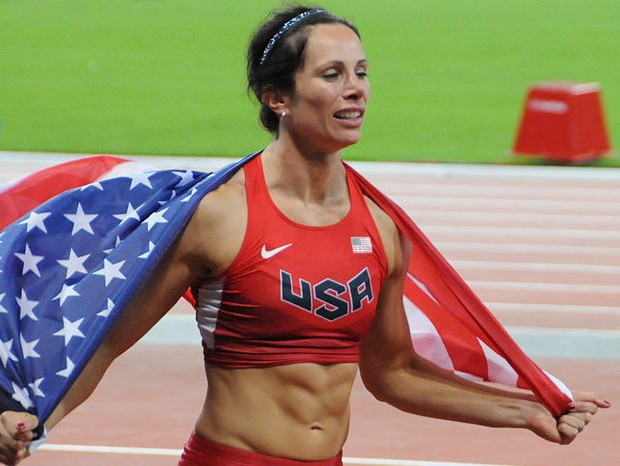
Jennifer Suhr

57 records du monde en salle féminins du saut à la perche ont été homologués par l'IAAF.
| Hauteur | Athlète             | Lieu         | Date             |
| ------- | ------------------- | ------------ | ---------------- |
| 4,08 m  | Nicole Rieger       | Karlsruhe    | 1er mars 1994    |
| 4,10 m  | Sun Caiyun          | Deux-Ponts   | 27 janvier 1995  |
| 4,11 m  | Sun Caiyun          | Pulheim      | 3 février 1995   |
| 4,12 m  | Sun Caiyun          | Berlin       | 10 février 1995  |
| 4,13 m  | Sun Caiyun          | Karlsruhe    | 12 février 1995  |
| 4,15 m  | Sun Caiyun          | Erfurt       | 15 février 1995  |
| 4,20 m  | Daniela Bártová     | Prague       | 24 janvier 1995  |
| 4,21 m  | Sun Caiyun          | Landau       | 28 janvier 1996  |
| 4,27 m  | Sun Caiyun          | Erfurt       | 31 janvier 1996  |
| 4,28 m  | Sun Caiyun          | Tianjin      | 27 février 1996  |
| 4,30 m  | Emma George         | Melbourne    | 10 décembre 1996 |
| 4,40 m  | Emma George         | Melbourne    | 10 décembre 1996 |
| 4,40 m  | Stacy Dragila       | Paris-Bercy  | 9 mars 1997      |
| 4,41 m  | Daniela Bártová     | Erfurt       | 4 février 1998   |
| 4,42 m  | Vala Flosadóttir    | Bielefeld    | 6 février 1998   |
| 4,43 m  | Daniela Bártová     | Prague       | 14 février 1998  |
| 4,44 m  | Vala Flosadóttir    | Eskilstuna   | 14 février 1998  |
| 4,45 m  | Anzhela Balakhonova | Valence      | 1er mars 1998    |
| 4,46 m  | Daniela Bártová     | Berlin       | 6 mars 1998      |
| 4,47 m  | Emma George         | Adelaïde     | 7 mars 1998      |
| 4,48 m  | Stacy Dragila       | Sindelfingen | 8 mars 1998      |
| 4,48 m  | Daniela Bártová     | Sindelfingen | 8 mars 1998      |
| 4,50 m  | Emma George         | Adelaïde     | 26 mars 1998     |
| 4,55 m  | Emma George         | Adelaïde     | 26 mars 1998     |
| 4,56 m  | Nicole Humbert      | Stockholm    | 25 février 1999  |
| 4,57 m  | Stacy Dragila       | Pocatello    | 19 février 2000  |
| 4,61 m  | Stacy Dragila       | Pocatello    | 19 février 2000  |
| 4,62 m  | Stacy Dragila       | Atlanta      | 3 mars 2000      |
| 4,63 m  | Stacy Dragila       | New York     | 2 février 2001   |
| 4,64 m  | Svetlana Feofanova  | Dortmund     | 11 février 2001  |
| 4,66 m  | Stacy Dragila       | Pocatello    | 9 février 2001   |
| 4,70 m  | Stacy Dragila       | Pocatello    | 17 février 2001  |
| 4,71 m  | Svetlana Feofanova  | Stuttgart    | 3 février 2002   |
| 4,72 m  | Svetlana Feofanova  | Stockholm    | 6 février 2002   |
| 4,73 m  | Svetlana Feofanova  | Gand         | 10 février 2002  |
| 4,74 m  | Svetlana Feofanova  | Liévin       | 24 février 2002  |
| 4,75 m  | Svetlana Feofanova  | Vienne       | 3 mars 2002      |
| 4,76 m  | Svetlana Feofanova  | Glasgow      | 2 février 2003   |
| 4,77 m  | Svetlana Feofanova  | Birmingham   | 21 février 2003  |
| 4,78 m  | Stacy Dragila       | Boston       | 2 mars 2003      |
| 4,80 m  | Svetlana Feofanova  | Birmingham   | 16 mars 2003     |
| 4,81 m  | Yelena Isinbayeva   | Donetsk      | 15 février 2004  |
| 4,83 m  | Yelena Isinbayeva   | Donetsk      | 15 février 2004  |
| 4,85 m  | Svetlana Feofanova  | Athènes      | 22 février 2004  |
| 4,86 m  | Yelena Isinbayeva   | Budapest     | 6 mars 2004      |
| 4,87 m  | Yelena Isinbayeva   | Donetsk      | 12 février 2005  |
| 4,88 m  | Yelena Isinbayeva   | Birmingham   | 18 février 2005  |
| 4,89 m  | Yelena Isinbayeva   | Liévin       | 26 février 2005  |
| 4,90 m  | Yelena Isinbayeva   | Madrid       | 6 mars 2005      |
| 4,91 m  | Yelena Isinbayeva   | Donetsk      | 12 février 2006  |
| 4,93 m  | Yelena Isinbayeva   | Donetsk      | 10 février 2007  |
| 4,95 m  | Yelena Isinbayeva   | Donetsk      | 16 février 2008  |
| 4,97 m  | Yelena Isinbayeva   | Donetsk      | 14 février 2009  |
| 5,00 m  | Yelena Isinbayeva   | Donetsk      | 14 février 2009  |
| 5,01 m  | Yelena Isinbayeva   | Stockholm    | 23 février 2012  |
| 5,02 m  | Jennifer Suhr       | Albuquerque  | 2 mars 2013      |

## Autres catégories d'âge
Le record du monde junior masculin du saut à la perche est actuellement détenu par le Suédois Armand Duplantis qui franchit 6,05 m le 12 aout 2018 lors des Championnats d'Europe d'athlétisme 2018, à Berlin.
La Finlandaise Wilma Murto détient le record du monde junior féminin avec 4,71 m, franchis le 31 janvier 2016, en salle, à Deux-Ponts,.
Les records du monde juniors en salle sont détenus par Armand Duplantis (5,88 m le 25 février 2018 à Clermont-Ferrand), et par Wilma Murto (4,71 m le 31 janvier 2016).
Les meilleures performances mondiales cadets sont la propriété de Matvei Volkov (5,60 m le 12 février 2021 à Łódź) et de la Suédoise Lisa Gunnarsson (4,50 m le 28 mai 2016 à Pézenas et le 25 juin 2016 à Angers).
| Record                               | Athlète          | Marque | Date            | Lieu             |
| ------------------------------------ | ---------------- | ------ | --------------- | ---------------- |
| Record du monde junior               | Armand Duplantis | 6,05 m | 12 août 2018    | Berlin           |
| Record du monde junior en salle      | Armand Duplantis | 5,88 m | 25 février 2018 | Clermont-Ferrand |
| Meilleure performance mondiale cadet | Matvei Volkov    | 5,60 m | 12 février 2021 | Łódź             |

| Record                                 | Athlète         | Marque     | Date                     | Lieu           |
| -------------------------------------- | --------------- | ---------- | ------------------------ | -------------- |
| Record du monde junior                 | Wilma Murto     | 4,71 m (i) | 31 janvier 2016          | Deux-Ponts     |
| Record du monde junior en salle        | Wilma Murto     | 4,71 m     | 31 janvier 2016          | Deux-Ponts     |
| Meilleure performance mondiale cadette | Lisa Gunnarsson | 4,50 m     | 28 mai 2016 25 juin 2016 | Pézenas Angers |

## Records non officiels
| Hauteur | Athlète            | Lieu          | Date           |
| ------- | ------------------ | ------------- | -------------- |
| 3,35 m  | John Allison       | Islington     | Avril 1867     |
| 3,35 m  | Robert Musgrave    | Islington     | Avril 1867     |
| 3,35 m  | Hugh Baxter        | New York      | Février 1889   |
| 3,58 m  | Robert Dickinson   | Kidderminster | 4 juillet 1891 |
| 3,62 m  | Raymond Clapp      | Chicago       | 16 juin 1898   |
| 3,66 m  | H. Thurman Chapman | Chicago       | Juin 1898      |
| 3,67 m  | Norman Dole        | Stanford      | 22 mars 1904   |
| 3,69 m  | Norman Dole        | Oakland       | 23 avril 1904  |
| 3,69 m  | Fernand Gonder     | Paris         | 26 juin 1904   |
| 3,83 m  | Fernand Gonder     | Gradignan     | 28 mai 1905    |
| 3,85 m  | Alfred Gilbert     | Philadelphie  | 6 juin 1908    |
| 3,86 m  | Alfred Gilbert     | New Haven     | 12 juin 1908   |
| 3,90 m  | Walter Dray        | Danbury       | 13 juin 1908   |
| 4,00 m  | Alfred Gilbert     | Westville     | 27 mai 1909    |